# HD 188650
HD 188650，又名BD+36 3766，SAO 69072、HR 7606，是一颗恒星，视星等为5.76，位于銀經72.5，銀緯4.61，其B1900.0坐标为赤經19h 51m 9s，赤緯+36° 4.61′ 55″。